# Brooksetta nevadensis
Brooksetta nevadensis är en insektsart som först beskrevs av Knight 1968.  Brooksetta nevadensis ingår i släktet Brooksetta och familjen ängsskinnbaggar. Inga underarter finns listade i Catalogue of Life.